# Sauternes

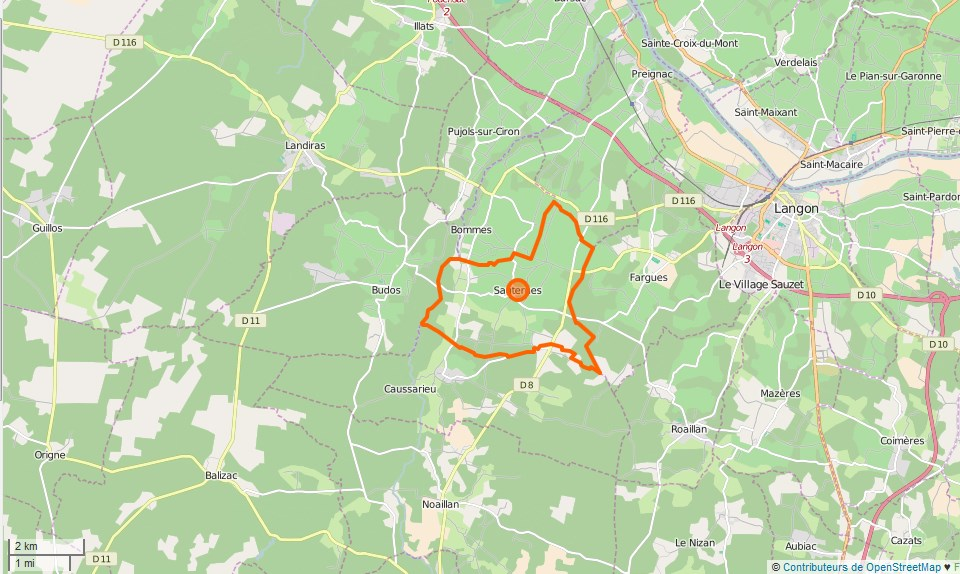
Gemeindegrenzen von Sauternes

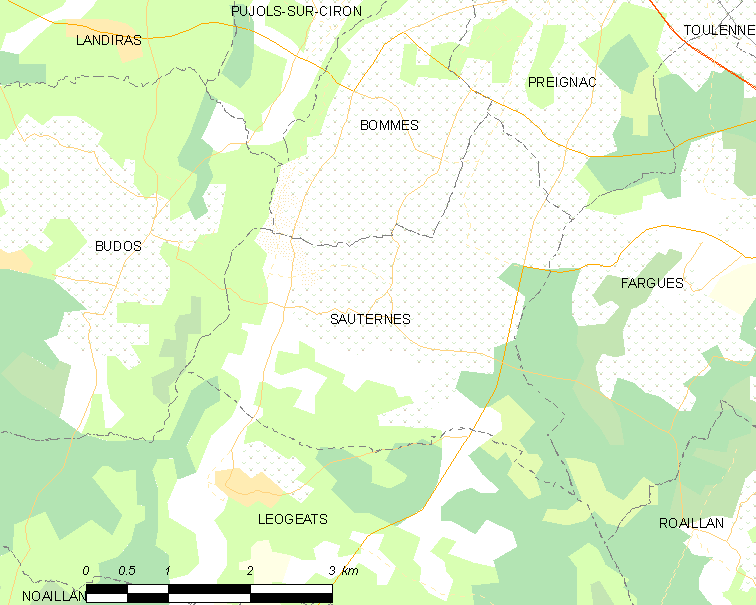
Umgebungskarte

Sauternes ist eine französische Gemeinde mit 816 Einwohnern (Stand 1. Januar 2022) im Département Gironde in der Region Nouvelle-Aquitaine. Sie gehört zum Kanton Le Sud-Gironde im Arrondissement Langon und ist Mitglied im Gemeindeverband Sud Gironde. Der Ort liegt rund 40 Kilometer südöstlich von Bordeaux.

## Bevölkerungsentwicklung
| Jahr      | 1962 | 1968 | 1975 | 1982 | 1990 | 1999 | 2009 | 2013 |
| Einwohner | 524  | 582  | 580  | 578  | 589  | 587  | 721  | 762  |

## Weinanbau

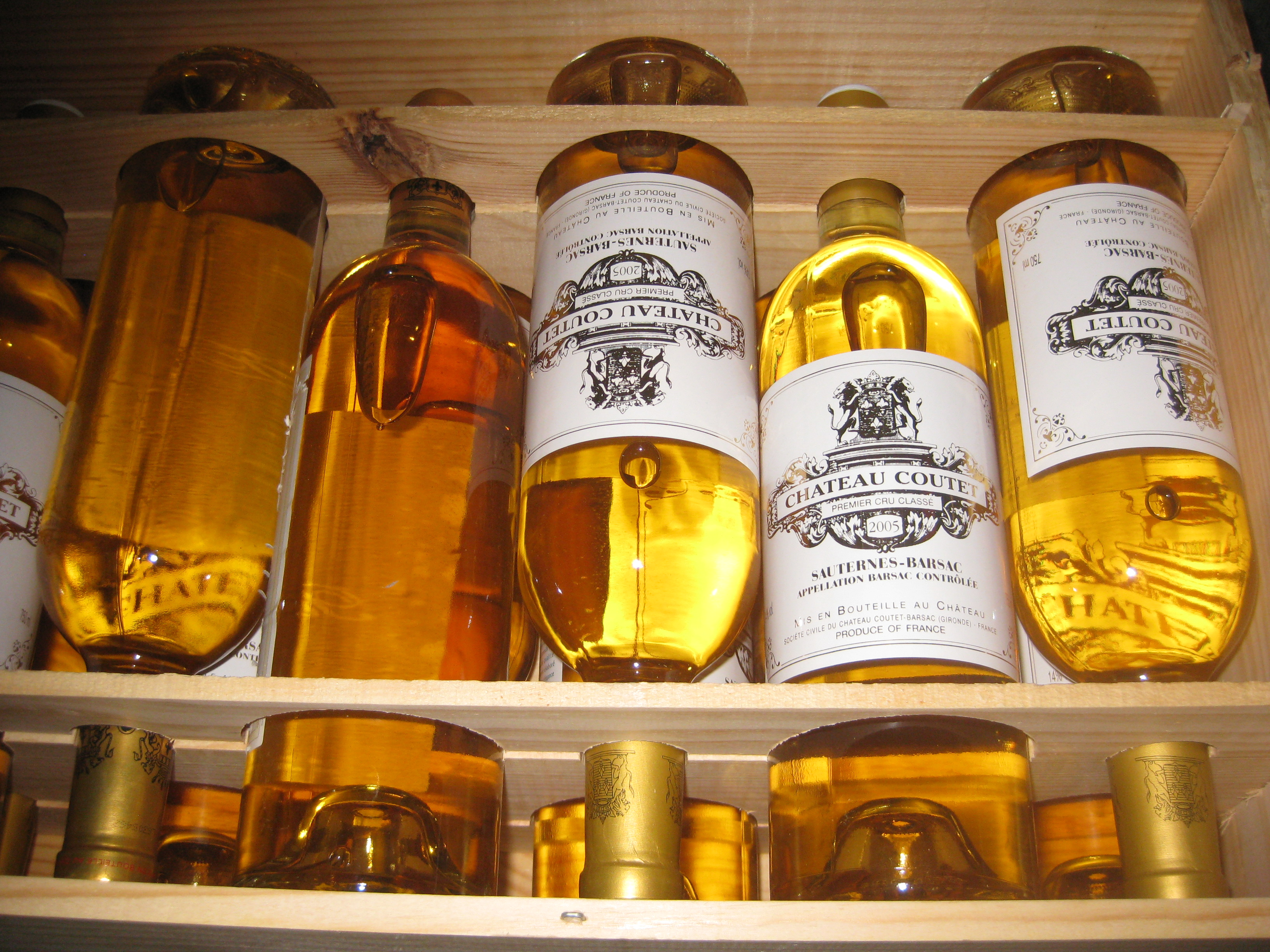
Sauternes - Wein

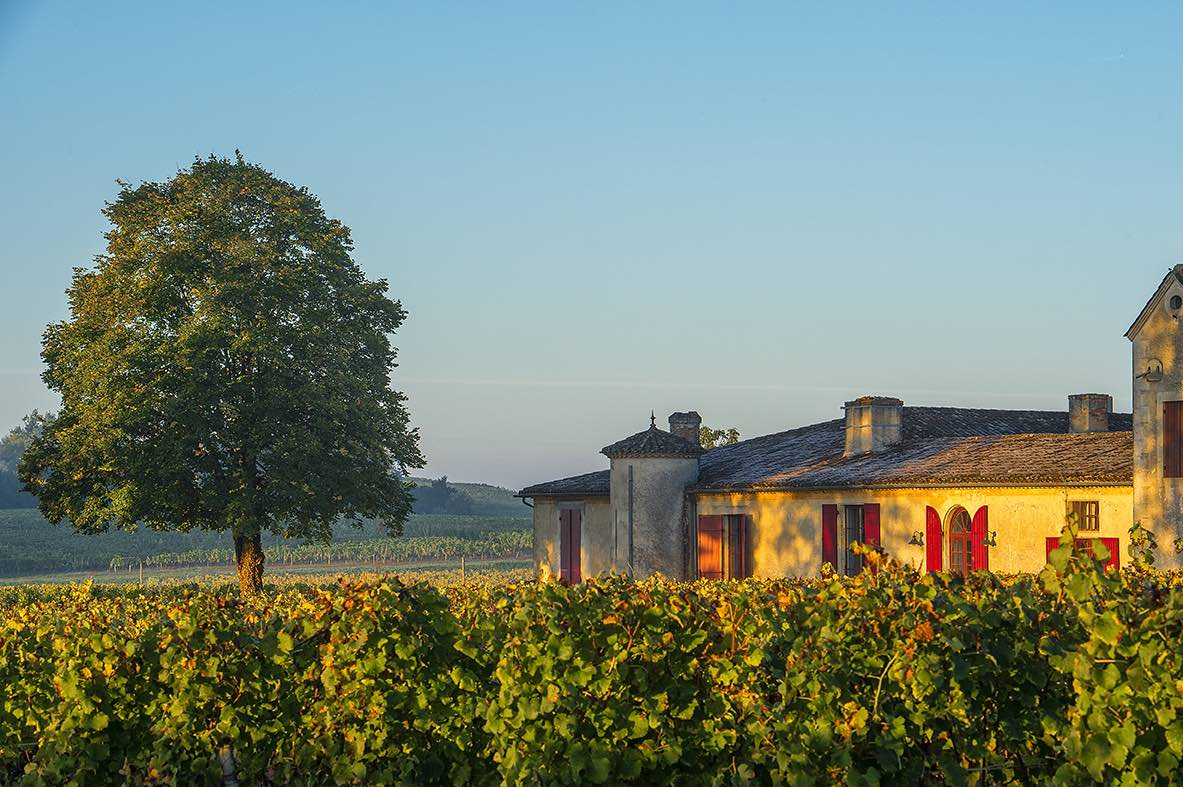
Weingut Château Sigalas

Sauternes ist bekannt für seine hervorragenden edelsüßen Weißweine und gehört zum Anbaugebiet Bordeaux. Die Gemeinde gibt dem Weinbaugebiet Sauternes ihren Namen.
Weingüter:
- Château Filhot
- Château d’Yquem
- Château Guiraud
- Château Raymond-Lafon
- Château Rieussec

## Sehenswürdigkeiten
- Kirche Saint-Pierre-ès-Liens (St. Petrus in Ketten), erbaut im 12. Jahrhundert
- Waschhaus, erbaut 1866

Siehe auch: Liste der Monuments historiques in Sauternes

## Trivia
Alexander Oetker sagte über den Ort Sauternes: „Es ist Frankreich im Kleinen, ein konserviertes Paradies - so lieben wir Deutschen Frankreich, so träumen wir davon.“